# Jack Purvis (Schauspieler)
Jack Purvis (* 13. Juli 1937 in London, England; † 21. November 1997 in Bushey, Hertfordshire, England) war ein britischer Schauspieler.
Der kleinwüchsige Darsteller spielte unter anderem in den ersten drei Star-Wars-Kinofilmen mit und war auch in drei Fantasy-Filmen von Regisseur Terry Gilliam im Einsatz. Seine aktive Zeit als Filmschauspieler war beinahe ausschließlich in den 1980er Jahren; seine 1966 oder 1967 geborene kleinwüchsige Tochter Katie war vor allem in den 1980ern ebenfalls im Schauspielbereich aktiv.

## Leben und Karriere
Purvis wurde im Sommer 1937 in der britischen Hauptstadt London geboren; über das frühe Leben des Jack Purvis ist nur relativ wenig bekannt. Im Jahre 1964 heiratete er seine Frau Marjie, mit der er noch im gleichen Jahr einen gemeinsamen Sohn namens Andrew hatte. Zwei oder drei Jahre später kam die Tochter Katie, eine spätere Schauspielerin, zur Welt. Ebenfalls in den 1960ern lernte er seinen langjährigen Kollegen und Freund Kenny Baker kennen, mit dem er die Comedy- und Musicalgruppe „The Mini-Tones“ gründete und damit durch mehrere Kontinente tourte. So traten beide unter anderem in Clubs und Theaterstätten in Europa, Kanada, den Vereinigten Staaten oder Neuseeland auf. 1971 wurde Marjie und Jack Purvis drittes gemeinsames Kind, ein Junge namens Jason, geboren. Zusammen mit Baker, der zwar auch schon in den 1960ern kurze Film- und Fernsehauftritte hatte, wurde er 1977 in George Lucas sechsfach oscarprämierten Film Star Wars: Episode IV – Eine neue Hoffnung eingesetzt. Während Baker mit dem Droiden R2-D2 einen der Hauptcharaktere mimte, wurde Purvis die Rolle eines Clan-Chiefs der Jawa zugeteilt. Im selben Jahr spielte Purvis in der Filmadaption der britischen Kinderserie The Wombles mit dem Titel Wombling Free einen der sogenannten Wombles.
Im zweiten Teil der Star-Wars-Reihe, Star Wars: Episode V – Das Imperium schlägt zurück, der im Jahr 1980 in die Kinos kam, war Purvis erneut beteiligt; diesmal übernahm er die Rolle des Ugloste, eines Chiefs der schweineähnlichen Humanoiden Ugnaught. Im darauffolgenden Jahr kam der Fantasy-Film Time Bandits in die Kinos, die erste Zusammenarbeit zwischen Purvis und Regisseur Terry Gilliam; im Film mimte er Wally, Mitglied einer kleinwüchsigen Räuberbande. Außerdem spielte Purvis 1981 in einer Episode der langjährigen Comedy-Serie The Goodies des gleichnamigen Comedy-Trios mit. 1982 war er am BAFTA-nominierten Animations-Fantasy-Klassiker Der dunkle Kristall als zusätzlicher Darsteller beteiligt. Ein Jahr später spielte er auch im dritten Star-Wars-Teil Star Wars: Episode VI – Die Rückkehr der Jedi-Ritter mit, wo er die Rolle des Ewoks Teebo übernahm. Dies stellt zudem eine Besonderheit dar, da Purvis der einzige Darsteller ist, der in den drei Originalfilmen in drei verschiedenen Rollen eingesetzt wurde.
1984 trat er in einer Folge der sechsteiligen Miniserie Der Unsichtbare Mann basierend auf H. G. Wells Romanvorlage Der Unsichtbare in Erscheinung. Bereits ein Jahr später war der 1,24 m große Purvis erneut in einer Produktion von Terry Gilliam im Einsatz; im dystopischen Filmklassiker Brazil stellte er den Dr. Chapman dar. Weiters hatte er 1986 Auftritte in Neil Jordans Mona Lisa und in Jim Hensons Die Reise ins Labyrinth, wobei er mit letztgenanntem Regisseur auch bereits vier Jahre zuvor in Der dunkle Kristall zusammengearbeitet hat. Nach einem Jahr ohne nennenswerte Engagements, er hatte lediglich einen Auftritt als Sänger in der Game-Show 3-2-1, spielte er 1988 eine kleine Gastrolle in Willow, in den Hauptrollen unter anderem mit Val Kilmer, Joanne Whalley, Warwick Davis und Jean Marsh, und hatte gleich eine Doppelrolle in Die Abenteuer des Baron Münchhausen.
1989 hatte er eine wiederkehrende Rolle in Die Chroniken von Narnia: Prinz Kaspian & Die Reise auf der Morgenröte, dem zweiten Teil der Fernsehtrilogie, die ein Jahr zuvor mit Die Chroniken von Narnia: Der König von Narnia begann. Im zweiten Teil, der in sechs rund 25 bis 30 Minuten dauernde Episoden aufgeteilt ist, stellte er in drei Episoden einen Zwerg, später Zwergenanführer, der Gattung Dufflepud da. Außerdem spielte er in diesem Jahr in den Musikvideos zu Stay und Little Girls von Oingo Boingo aus dem Album Skeletons in the Closet mit. Nur ein Jahr später hatte er seinen letzten Auftritt in Film und Fernsehen, als er im dritten Teil der Narnia-Trilogie Die Chroniken von Narnia: Der silberne Sessel eingesetzt wurde und in die Rolle des Golg schlüpfte.
Kurz nach diesem letzten Auftritt wurde Purvis schwer verletzt, als sich sein Auto, nachdem er es geparkt hatte, wieder in Bewegung setzte und ihn zwischen Auto und einer Wand einklemmte. Dabei brach er sich das Genick und war fortan bis zu seinem Tod tetraplegisch gelähmt. Am 21. November 1997 verstarb der in den letzten Lebensjahren „ans Bett gefesselte“ Jack Purvis in Bushey in der Grafschaft Hertfordshire im Alter von 60 Jahren. Sein Leichnam wurde feuerbestattet; seine Asche danach verstreut. Purvis Tod, sowie der Tod David Rappaports, der sich bereits sieben Jahre zuvor das Leben genommen hatte, waren die Hauptgründe für Terry Gilliam, seine Pläne einer Fortsetzung seines Films Time Bandits aus dem Jahre 1981 ad acta zu legen, da mit den beiden zwei wesentliche Hauptdarsteller gestorben waren, die den Charakter des ersten Films geprägt hatten und nicht so einfach ersetzt werden konnten.
Über seine gesamte Karriere als Filmschauspieler hinweg wirkte er in sieben oscarnominierten und -ausgezeichneten Filmen mit, auch wenn er selbst nie eine bedeutende Hauptrolle übernommen hatte. Zwei seiner weiteren Filme, die nicht oscarnominiert waren, waren immerhin BAFTA-nominiert.

## Filmografie
Filmauftritte (auch Kurzauftritte)
- 1977: Star Wars: Episode IV – Eine neue Hoffnung (Star Wars: Episode IV – A New Hope)
- 1977: Wombling Free
- 1980: Star Wars: Episode V – Das Imperium schlägt zurück (Star Wars: Episode V – The Empire Strikes Back)
- 1981: Time Bandits
- 1982: Der dunkle Kristall (The Dark Crystal)
- 1983: Star Wars: Episode VI – Die Rückkehr der Jedi-Ritter (Star Wars: Episode VI – Return of the Jedi)
- 1985: Brazil
- 1986: Mona Lisa
- 1986: Die Reise ins Labyrinth (Labyrinth)
- 1988: Willow
- 1988: Die Abenteuer des Baron Münchhausen (The Adventures of Baron Munchausen)
- 1989: Stay von Oingo Boingo aus dem Album Skeletons in the Closet (Musikvideo)
- 1989: Little Girls von Oingo Boingo aus dem Album Skeletons in the Closet (Musikvideo)

Serienauftritte (auch Gast- und Kurzauftritte)
- 1981: The Goodies (1 Episode)
- 1984: The Invisible Man (1 Episode)
- 1989: Die Chroniken von Narnia: Prinz Kaspian & Die Reise auf der Morgenröte (The Chronicles of Narnia: Prince Caspian & The Voyage of the Dawn Treader) (3 Episoden)
- 1990: Die Chroniken von Narnia: Der silberne Sessel (The Chronicles of Narnia: The Silver Chair) (? Episoden)